# Lignocelulose

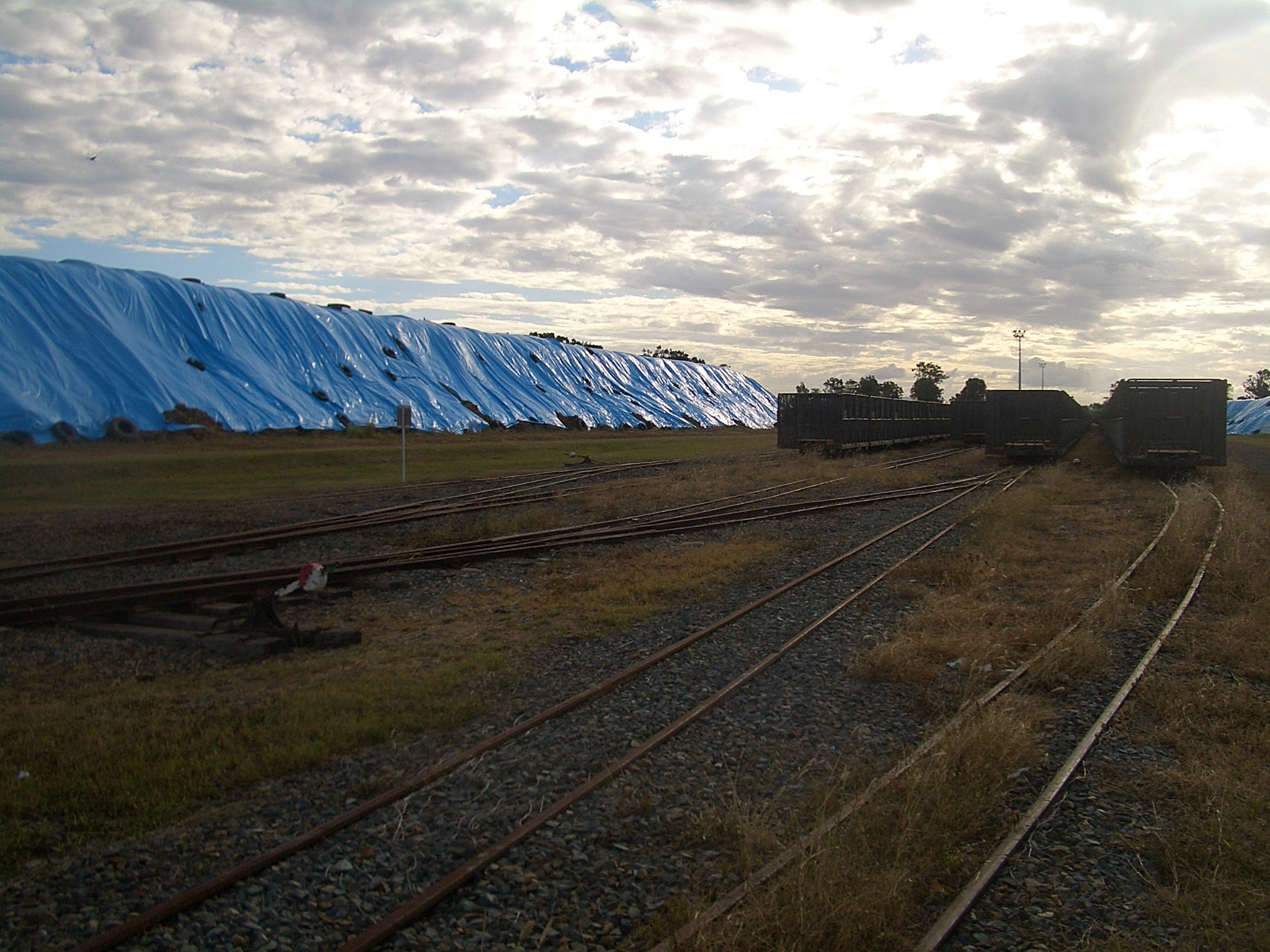
Biomassa lignocelulósica em uma usina de açúcar na Austrália

Os materiais lignocelulósicos são aqueles que possuem lignina e celulose (e hemicelulose) em sua composição química. Esses materiais são comumente denominados biomassa lignocelulósica na literatura. Lignina, celulose e hemicelulose formam a parede celular das plantas lenhosas, onde inicialmente cadeias de hemicelulose e celulose representam a estrutura inicial e a lignina é subsequentemente armazenada durante o processo de lignificacão, concedendo às plantas estrutura.

## Composição Química
A celulose pode ser brevemente caracterizada como um polímero linear de alto peso molecular, constituído exclusivamente de ß-D-glucose. Este polímero é o principal componente da parece celular dos vegetais. As hemiceluloses possuem cadeias moleculares mais curtas que a de celulose e são denominadas como açúcares neutros: hexose (glucose, manose e galactose) e pentoses (xilose e arabinosearabinose). Hemicelulose possuem estreita associação com a celulose na parece celular. A lignina é constituída de um sistema aromático, composto de unidades de fenil-propano e se trata de uma substância amorfa. Lignina é incorporada como o último componente da parede celular vegetal, fornecnedo estabilidade (enrijecendo) suas estrutura.